# Табасалу
Та́басалу (эст. Tabasalu) — посёлок в уезде Харьюмаа, Эстония. Является административным центром волости Харку. Расстояние до Таллина — 13 км. 

## Население
По данным переписи населения 2011 года в посёлке проживали 3527 человек, из них 3203 (90,8 %) — эстонцы. По состоянию на 1 мая 2019 года в посёлке был 3661 зарегистрированный житель.
Численность населения посёлка Табасалу:
| Год  | 2000 | 2011   | 2013   | 2018   | 2019   |
| ---- | ---- | ------ | ------ | ------ | ------ |
| Чел. | 2193 | ↗ 3527 | ↘ 3388 | ↗ 3603 | ↗ 3661 |

## История
Впервые Табасалу был упомянут в 1317 году под названием Таппеселле (Tappeselle).
На военно-топографических картах Российской империи (1846–1863 годы), в состав которой входила Эстляндская губерния, населённый пункт обозначен как Табасало.
Посёлком Табасалу стал в советское время, когда три колхоза были объединены в совхоз «Ранна», основной специализацией которого стало птицеводство. Табасалу был административным центром хозяйства. В посёлке находилось два пионерских лагеря: «Табасалу» и принадлежавший комбинату «Балтийская мануфактура» «Коткапоэг» («Орленок»).

## Инфраструктура
В посёлке есть гимназия, музыкальная школа, библиотека, спортивный комплекс, несколько магазинов.

## Транспорт
Общественный транспорт представлен автобусами уездных линий.

## Галерея

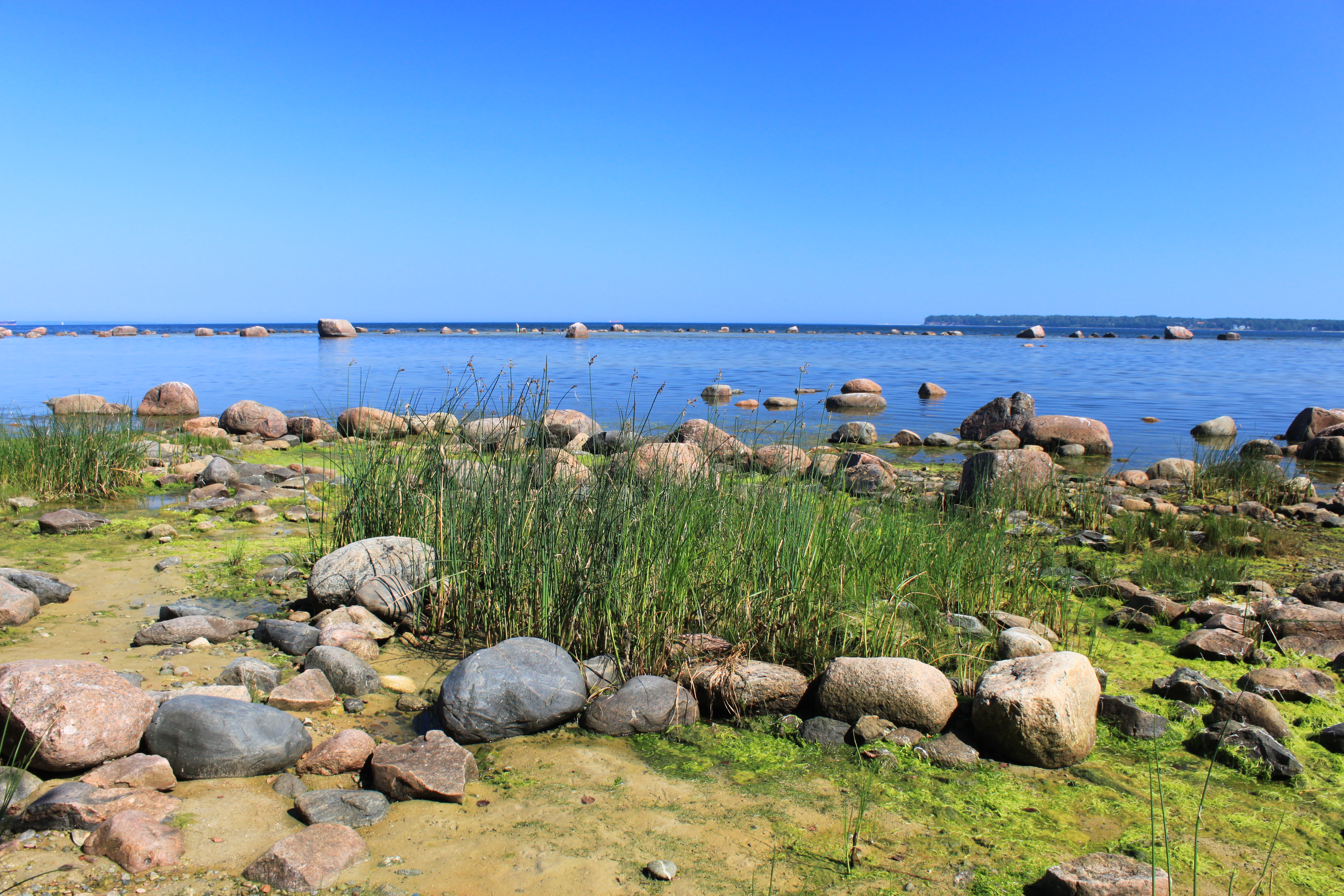
Берег моря в Табасалу
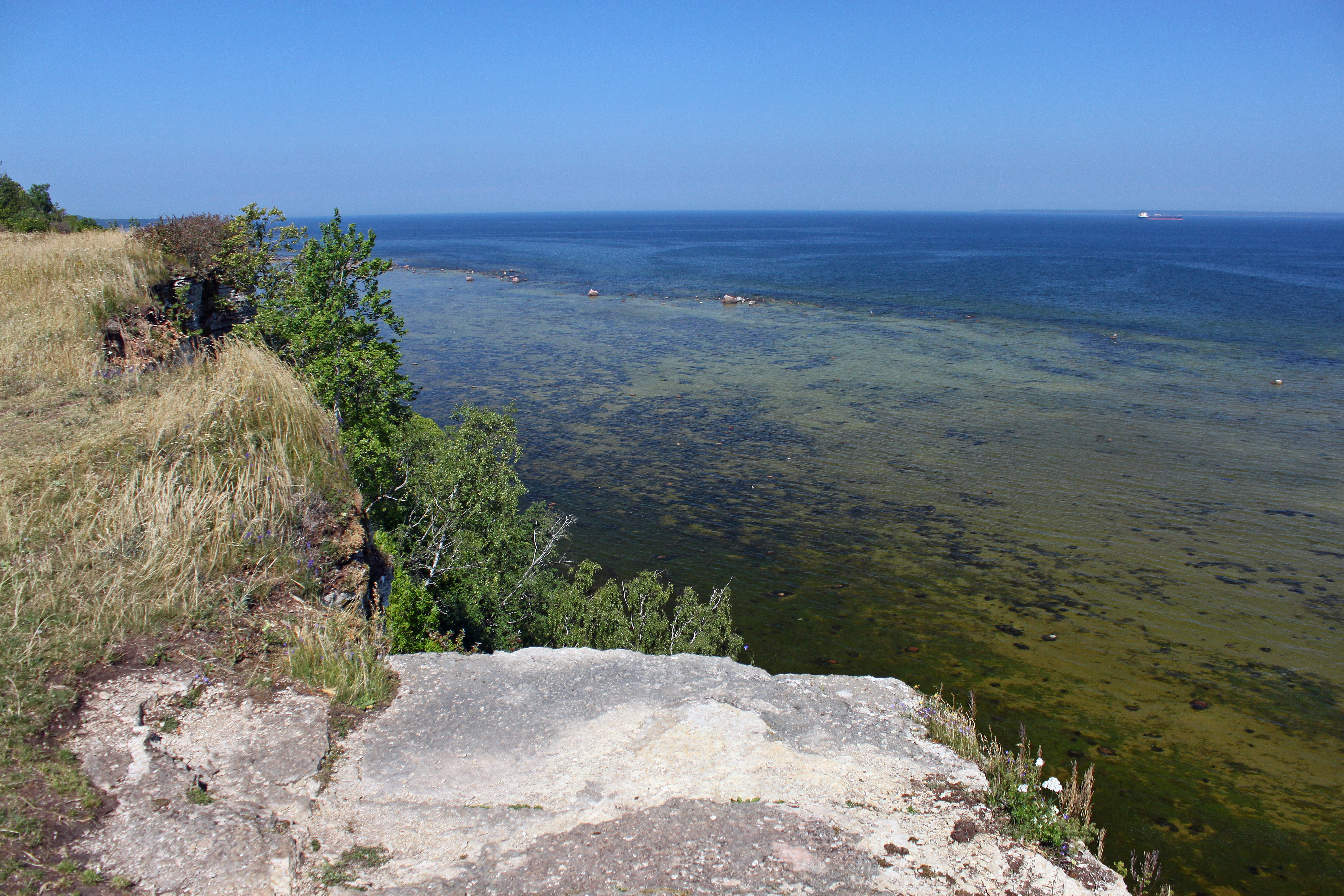
Обрыв Табасалу
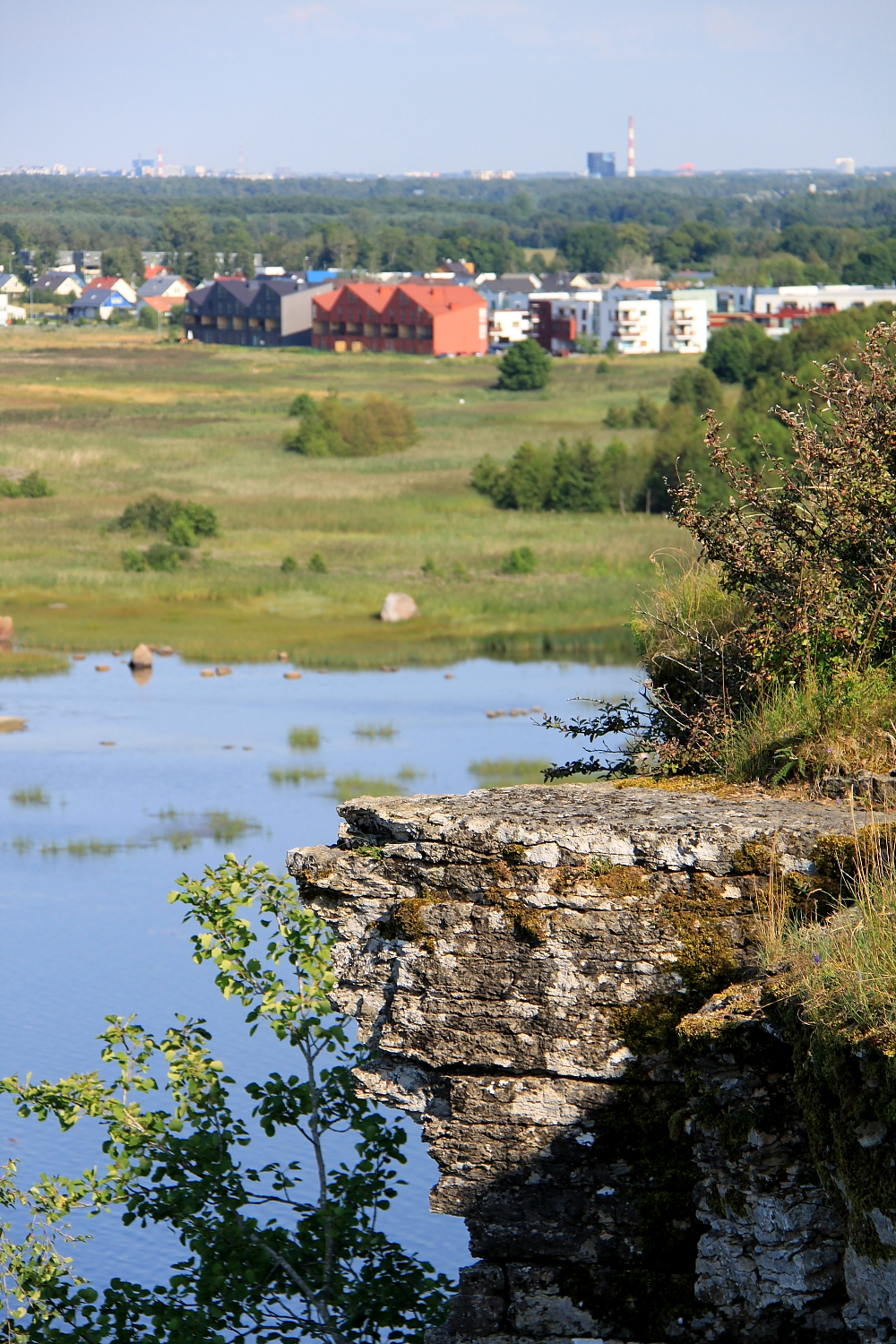
Вид c обрыва Табасалу в сторону Таллина
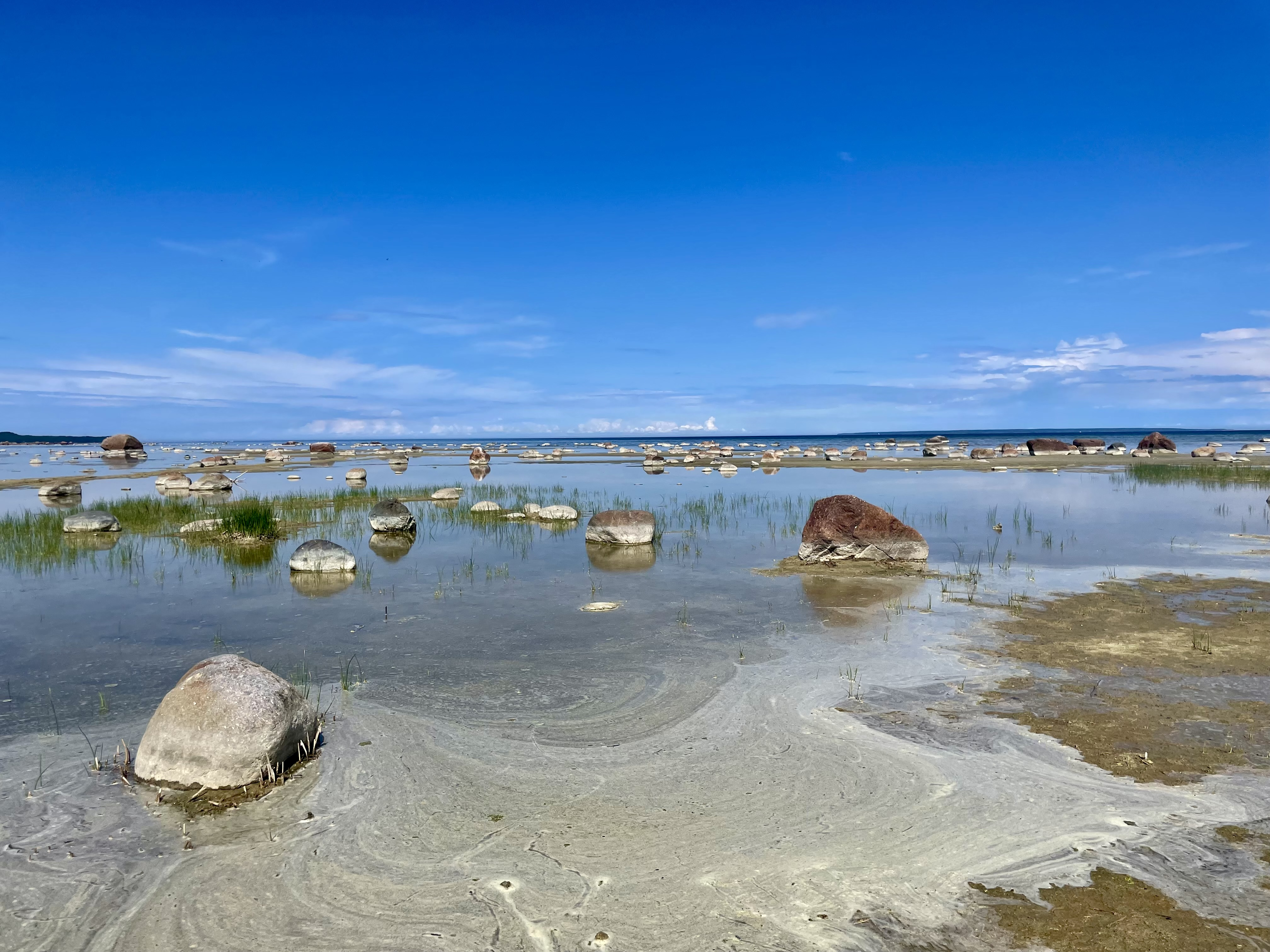
Панорама пляжа Табасалу